# Říšský komisariát Ostland
Říšský komisariát Ostland (německy Reichskommissariat Ostland, RKO) byl civilní okupační režim zřízený nacistickým Německem v okupovaných Baltských státech (Estonsko, Lotyšsko, a Litva) a na velké části Běloruska během druhé světové války. Zpočátku byl také znám jako Říšský komisariát Pobaltí (Reichskommissariat Baltenland). Politická organizace pro toto území – po počátečním období vojenské správy před jejím založením – byla německou civilní správou formálně pod dohledem Říšského ministerstva pro obsazená východní území (Reichsministerium für die besetzten Ostgebiete) pod vedením nacistického ideologa Alfreda Rosenberga. Ve skutečnosti však byla vykonávána nacistickým úředníkem Hinrichem Lohsem.
Hlavním politickým cílem[zdroj?], který ministerstvo stanovilo v rámci národní sociální politiky pro východ, bylo úplné vyhlazení Židů a osídlení území etnickými Němci spolu s vyhoštěním nebo poněmčením části domorodých obyvatel - nejen v Říšském komisariátu Ostland, ale také na dalších Německem obsazených sovětských územích. Pomocí Einsatzgruppen A a B bylo v Říšském komisariátu Ostland zavražděno přes milion židů. Germanizace politiky postavena na základech Generalplan Ost byla později prosazena řadou speciálních vyhlášek a hlavními zásadami pro plány osídlení území Ostland.

## Historie
Po německé invazi do Sovětského svazu byla podmaněna rozsáhlá území na východ od Německa. Zpočátku zůstaly tyto oblasti pod vojenskou správou wehrmachtu, ale jakmile to vojenská situace dovolila, byla zavedena stálejší forma správy pro tato území pod německou vládou.
17. července 1941 vydal Adolf Hitler nařízení o vzniku Říšských komisariátů na Východě. Každé z těchto území spadalo pod vedení německého civilního správce známého jako Reichskommissar, který byl jmenován Hitlerem a zodpovídal se pouze jemu. Vedoucím představitelem pro Ostland byl jmenován Hinrich Lohse, předtím Gauleiter (župní vedoucí) Šlesvicko-Holštýnska. Pokyn pro správce území (Allgemeine Instruktion für alle Reichskommissäre in den besetzten Ostgebieten) předem připravil Reichsleiter Alfred Rosenberg.

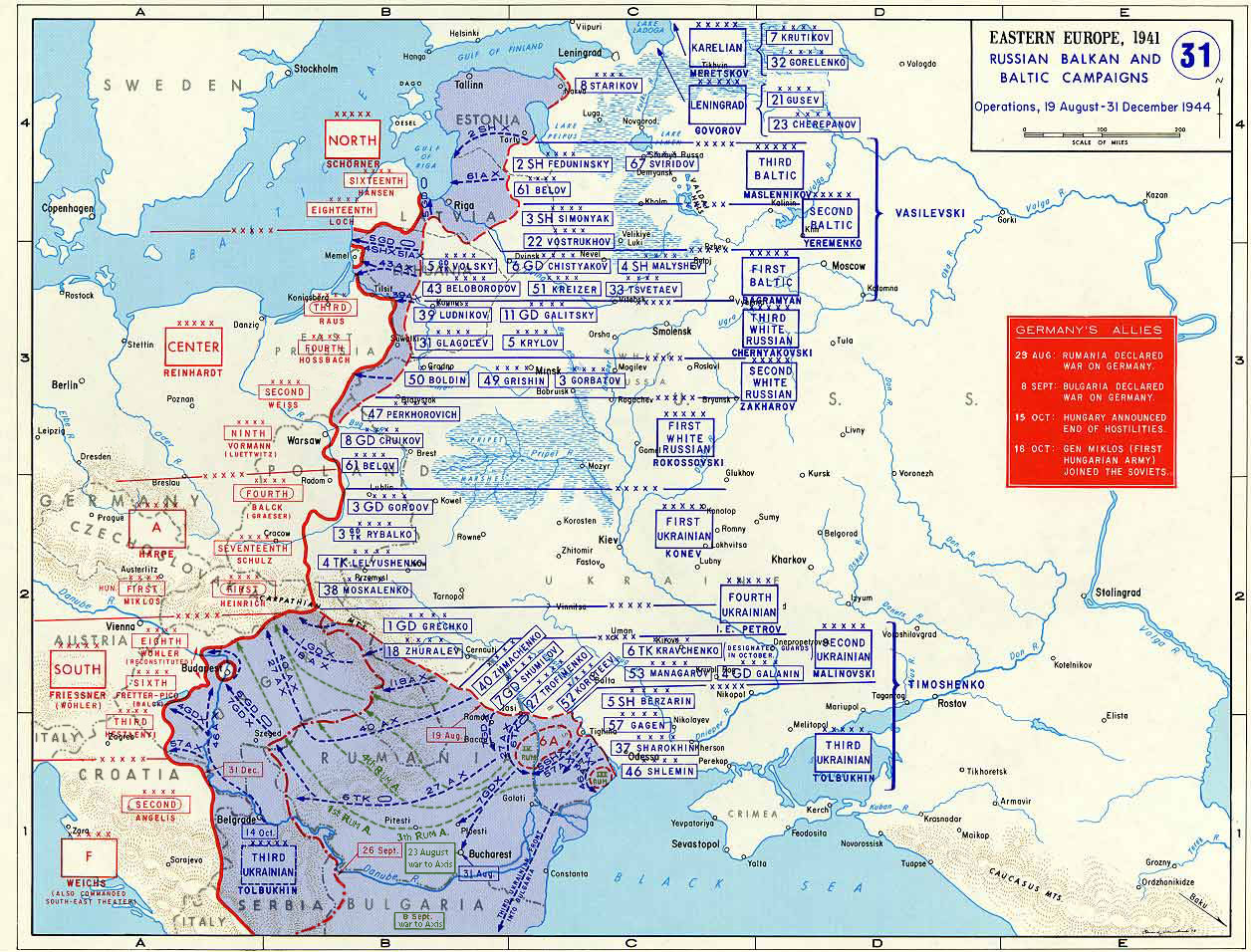
Sovětské operace od 19. srpna do 31. prosince 1944.

Ve skutečnosti byla Rosenbergova ministerská pravomoc hodně omezena. Prvním důvodem bylo, že mnoho záležitostí bylo nařízeno jinde: wehrmacht a SS řídily vojenské a bezpečnostní otázky, říšský ředitel pracovní služby Fritz Sauckel měl kontrolu nad pracovními silami. Do hospodářské správy zasahovali také Hermann Göring a Albert Speer. Tyto zásahy ústředních ministerstev v záležitostech Ostlandu byly známy jako „zvláštní správa“ (Sonderverwaltung). V září 1941 byla založena civilní administrativa.
V červenci 1941 byla vyhlášena německá civilní správa na většině okupovaného sovětského území. Mocenské vakuum před jejím skutečným ustanovením vyplnily oddíly SS, vykonávající neomezenou policejní moc. Vzdaly se jí neochotně na podzim 1941, vztahy mezi SS a civilní správou nicméně zůstávaly napjaté. Na území Ostlandu byly věci dále komplikovány místním vedoucím SS Friedrichem Jeckelnem, který byl i v německých kruzích napadán za údajnou korupci, brutalitu a záchvaty šílenství.
Při postupu na západ od roku 1943 a zejména v létě 1944 Rudá armáda získala většinu území zpět, odříznutá německá skupina armád Kuronsko však od října 1944 až do konce války izolovaně vzdorovala v "kuronské kapse". S kapitulací nacistického Německa v květnu 1945 Říšský komisariát Ostland zanikl.

## Německé plány
Krátkodobé politické cíle pro Ostland se poněkud lišily od správy ostatních dobytých sovětských území. Baltské země měly být spojeny s Běloruskem, aby sloužily jako prostorné vnitrozemí pobřežních oblastí, a byly organizovány jako jeden poněmčený protektorát. Rosenberg řekl, že tyto země měly v podstatě „evropský“ charakter vyplývající ze 700 let staré historie pod švédskou, dánskou a německou nadvládou. Měly by proto poskytnout Německu "Lebensraum". Nicméně Bělorusové byli považováni podle učenců RMfdbO (říšského ministerstva pro obsazená východní území) za „malé a slabé rolníky“ přebývající v „netečnosti“, ale také za „neškodné a na východním území pro nás nejméně nebezpečné“ a za ideální předmět zkoumání. Rosenberg tvrdil, že Bělorusko bude v budoucnu vhodnou oblastí pro příjem různých nežádoucích obyvatel z baltské části Ostlandu a Německem okupovaného Polska. Také si hrál s myšlenkou proměnit zemi v obrovskou přírodní rezervaci.
Tento režim plánoval podpořit poválečné osídlování Němců do této oblasti, aby na ni bylo pohlíženo jako na region tradičně obývaný Němci, až později zaplavený Slovany. Během války byli do oblasti Pskova a estonského pohraničí přesídleni etničtí Němci s několika Nizozemci. Kolonizace holandských osadníků byla podpořena Nederlandsche Oost-Compagni, Holandsko-německá organizace.
Historická němčina a německy znějící místní jména byly zachovány (nebo navrženy) pro mnoho baltských měst jako Reval (Tallinn), Kauen (Kaunas), and Dünaburg (Daugavpils). Aby se zdůraznilo plánované začlenění regionu k Německu, někteří nacističtí ideologové dále navrhli budoucí použití jmen Peipusland pro Estonsko a Dünaland pro Lotyšsko, jakmile se stanou částí Německa. Starobylý ruský Novgorod, nejvýchodnější město Hanzy, měl být přejmenován na Holmgard.
Během okupace Němci vydávali místní noviny v německém jazyce, Deutsche Zeitung im Ostland.

## Administrativní a územní organizace

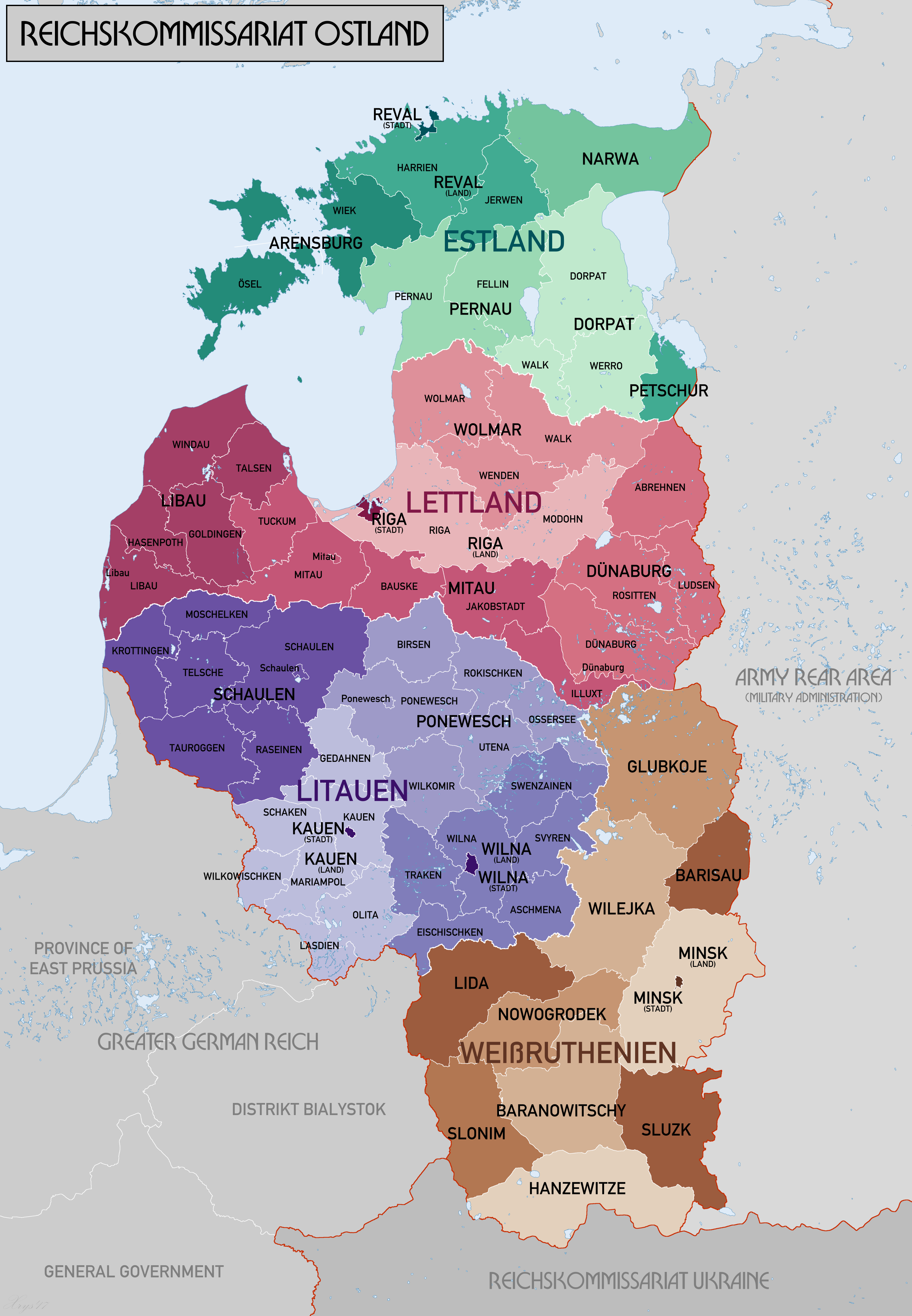
administrativní dělení

Říšský komisariát Ostland byl rozdělen do čtyř „obecných oblastí“ (Generalbezirke), jmenovitě Estonsko, Lotyšsko, Litva, a Bělorusko. Tři baltské státy byly dále rozděleny na okresy (Kreisgebiete), které byly seskupeny do „hlavních okresů“ (Hauptgebiete), zatímco Bělorusko bylo složeno jen z okresů. Dobytá území dále na východ byla po celou dobu okupace pod vojenskou správou. Záměrem okupantů bylo po německém vítězství rozšířit Ostland v budoucnu o Ingrii (Ingermannland), Pskov a Novgorod. Nová východní hranice Estonska se měla prodloužit k linii Leningrad-Novgorod s Ilmeňským jezerem po řeku Volchov, zatímco k Lotyšsku měla být připojena oblast Velikije Luki a k Bělorusku Smolensk.
Místní správa Reichskommissariatu Ostland byla řízena Reichskommissarem Hinrichem Lohsem. Jemu byli podřízeni generální komisaři, níže byli v hierarchii hlavní komisaři a okresní komisaři.
Správním střediskem celého říšského komisariátu byla Riga.

### Generalbezirk Estland(Estonsko)
Hlavní město: Reval (Tallinn)
Generalkommissar: Karl-Siegmund Litzmann
Tento generalbezirk byl součástí operačního prostoru branné moci (Operationszone der Deutsche Wehrmacht im Osten), ale i později po jeho převodu pod civilní správu jeho Generalkommissar Litzmann využíval protichůdných postojů a kompetenčních rozporů vojenské a civilní správy k získání větší míry samostatnosti ve svém obvodu. Pozn. - Podobný vztah existoval také na Krymu v souvislosti s Říšským komisariátem Ukrajina.

### Generalbezirk Lettland(Lotyšsko)
Hlavní město: Riga
Generalkommissar: Otto-Heinrich Drechsler

### Generalbezirk Litauen(Litva)
Hlavní město: Kauen (Kaunas)
Generalkommissar: Theodor Adrian von Renteln

### Generalbezirk Weißruthenien(Bělorusko)
Hlavní město: Minsk
Generalkommissar: Wilhelm Kube (1941-1943) a Curt von Gottberg (1943-1944)

## Politika

### Státní majetek
Po převzetí kontroly Hinrich Lohse vydal úřední vyhlášku "Verkündungsblatt für das Ostland" 15. listopadu 1941, na základě které byly sovětské státní a stranické nemovitosti na baltském území a v Bělorusku zabaveny a převedeny do německé správy.
V Ostlandu správa vrátila území zabavené Sověty bývalým rolnickým vlastníkům. Ve městech a velkoměstech byly malé dílny, průmyslové výrobny a firmy vráceny jejich bývalým majitelům, kteří platili úřadům stanovené daně. Židovský majetek byl zabaven. V Bělorusku byl založen státní podnik, který spravoval všechen bývalý sovětský státní majetek. Jedním z německých správců byl generální komisař Wilhelm Kube.
Ke správě germanizovaného majetku byly zřízeny Ostgesellschaften (státní monopoly) a tzv. Patenfirmen, soukromé průmyslové společnosti spojeny s německou vládou. Závody Hermanna Göringa, Mannesmann, IG Farben a Siemens převzaly kontrolu nad bývalými sovětskými státními podniky v Ostlandu a na Ukrajině. Příkladem bylo převzetí těžkých dílen firmami Daimler-Benz a Vomag v Rize a Kyjevě, které opravovaly ukořistěné ruské tanky T-34 a KV-1. Tyto dílny byly spojené s mateřskými závody v Německu.
V Bělorusku si německé úřady naříkaly nad "židovsko-bolševickou" extremistickou policií, která postrádala respekt k soukromém vlastnictví a osobní iniciativě. Na baltském území úřady uváděly, že „během války a prvních etap okupace ukazovali obyvatelé upřímnou spolupráci ve snaze vysloužit si částečnou svobodu pro autonomní správu.“

### Hospodářské vykořisťování
Podle Schwerina von Krosigk, říšského ministra financí do února 1944, říšská vláda obdržela ze zaměstnaneckých nákladů a daní 753,6 milionů RM. Německé ministerstvo východních území požádalo Lohse a Reichskommissara na Ukrajině, aby okamžitě dodali otrockou pracovní sílu z okupovaných území do Německa: 380 000 rolníků a 247 000 dělníků.

### Vyhubení Židů v Ostlandu

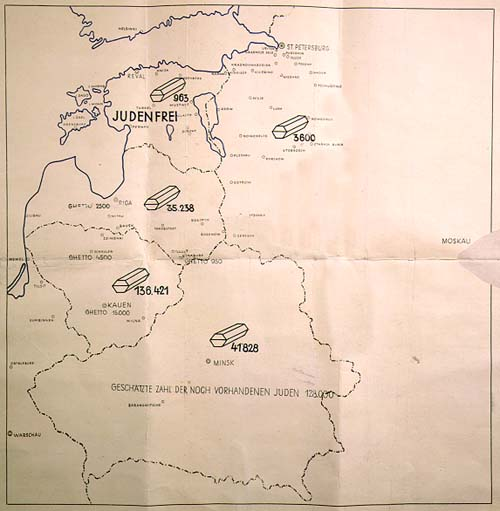
Název mapy "Popravy Židů vykonané Einsatzgruppe A" podle Stahleckerova zápisu. Mapa ukazuje počet Židů zastřelených v Ostlandu a ve spodní části je poznámka "odhadované množství Židů, kteří jsou po ruce, je 128 000". Estonsko je označeno jako judenfrei (bez Židů).

V době německé okupace v červnu 1941 byly v zemích Ostlandu významné židovské menšiny, celkem téměř 480 000 lidí. Dále na toto území během války přijížděly transporty Židů ze střední Evropy. Židé byli vtěsnáni do ghett v Rize a Kauenu, která se brzy přeplnila a panovaly zde otřesné hygienické podmínky.
Na podzim roku 1943 byla ghetta zlikvidována a zbývající obyvatelé byli přesunuti do táborů v Kaiserwaldu a Stutthofu nedaleko Gdaňska. Práce neschopní zde byli velmi často zabíjeni.[zdroj?]
Rudá armáda po osvobození těchto míst odhalila pozůstatky vyhlazovacích táborů ve Vilně a Kaunasu, tyto tábory byly součástí nacistického konečného řešení židovské otázky.

## Partyzánské hnutí
Německé a místní bezpečnostní orgány byly zaneprázdněné sovětskými partyzánskými aktivitami v Bělorusku. Zpozorovaly, že "nakažené oblasti" partyzánskou činností zahrnovaly převážně lesnatou a močálovitou oblast o rozloze až 500 x 600 km s hlavními silnicemi a železnicemi okolo Minsku, Pinsku, Gomelu, Brjansku, Smolensku a Vitebsku.